# 438 Zeuxo
Zeuxo (asteroide 438) é um asteroide da cintura principal com um diâmetro de 61,14 quilómetros, a 2,375038 UA. Possui uma excentricidade de 0,0698107 e um período orbital de 1 490,21 dias (4,08 anos).
Zeuxo tem uma velocidade orbital média de 18,63988116 km/s e uma inclinação de 7,38631º.
Esse asteroide foi descoberto em 8 de Novembro de 1898 por Auguste Charlois.